# Prionospio festiva
Prionospio festiva är en ringmaskart som först beskrevs av Grube 1872.  Prionospio festiva ingår i släktet Prionospio och familjen Spionidae. Inga underarter finns listade i Catalogue of Life.